# Davidiella disseminata
Davidiella disseminata är en svampart som först beskrevs av De Not. & Carestia, och fick sitt nu gällande namn av Aptroot 2006. Davidiella disseminata ingår i släktet Davidiella och familjen Davidiellaceae.   Inga underarter finns listade i Catalogue of Life.